# یواس‌اس رابرت ال بارنز (ای‌او-۱۴)
یواس‌اس رابرت ال بارنز (ای‌او-۱۴) (به انگلیسی: USS Robert L. Barnes (AO-14)) یک کشتی بود که طول آن ۲۵۸ فوت ۶ اینچ (۷۸٫۷۹ متر) بود. این کشتی در سال ۱۹۱۸ ساخته شد.